# Oficina de Seguridad Nacional (Taiwán)
La Oficina de Seguridad Nacional de la República de China (NSB; en chino: 國家安全局) es el principal organismo de inteligencia (incluida la inteligencia militar) de la República de China.

## Historia
La organización fue creada en 1955 por una Directiva Presidencial ROC de Chiang Kai-shek, para supervisar y coordinar todas las organizaciones administrativas relacionadas con la seguridad, agencias militares y organizaciones KMT en Taiwán. Anteriormente, la oficina era apodada "KGB de Taiwán" o "TKGB".
El primer director general de la Oficina de Seguridad Nacional fue un general de tres estrellas del ejército, Cheng Jie-min. (鄭介民), con experiencia en inteligencia militar, que una vez fue diputado de la controvertida Oficina de Investigación y Estadísticas del Consejo Militar Nacional. (La "Oficina de Estadísticas Militares" sirvió bajo el mando de Dai Li, e incluso asumió el mando de la "Oficina de Estadísticas Militares" después de la muerte de Dai Li en marzo de 1946. Como resultado, la Oficina de Seguridad Nacional es considerada a menudo como uno de los sucesores de la Oficina de Estadísticas Militares.
Inicialmente, la Oficina de Seguridad Nacional no tenía sus propios oficiales o agentes sobre el terreno. Sin embargo, a fin de fortalecer su capacidad para orientar y coordinar a otros organismos de inteligencia, los NSB pronto crearon sus propios oficiales de inteligencia sobre el terreno y un grupo de capacitación.

### Legalización
El 1 de enero de 1994, poco después de que se promulgaran las respectivas leyes orgánicas del Consejo de Seguridad Nacional y del Consejo de Seguridad Nacional por orden del Presidente del Gobierno del ROC, Lee Teng-hui, el 30 de diciembre de 1993, la Oficina de Seguridad Nacional pasó a ser una institución jurídica.

### Acontecimientos recientes
Aunque en los últimos años han surgido algunos fracasos conocidos de la Oficina de Seguridad Nacional en materia de inteligencia, sus partidarios han señalado que la agencia rara vez, o nunca, da publicidad a ninguna operación exitosa.
El 1 de junio de 2000, un antiguo funcionario de la NSB que era un general retirado del ejército de una estrella, realizó una visita personal a la RPC y fue detenido tres días después por el Ministerio de Seguridad del Estado de la RPC.
Se sospechaba que Liu Kuan-chun (劉冠軍), ex cajero jefe de NSB, había malversado más de 192 millones de dólares NT$ (5,65 millones de dólares EE. UU.) de un lote de dinero devuelto por el Ministerio de Relaciones Exteriores el 4 de abril de 1999. Según la Oficina Nacional de Investigación del Ministerio de Justicia, Liu abandonó el país el 3 de septiembre de 2000 para dirigirse a Shanghái (República Popular China). Reapareció en Bangkok en enero de 2002 y luego fue a Norteamérica. Liu sigue huyendo.
En la tarde del 19 de marzo de 2004, el presidente Chen Shui-bian y la Vicepresidenta Annette Lu resultaron heridos por disparos el día anterior a las elecciones presidenciales, mientras hacían campaña en Tainan. Este acto de violencia causó conmoción en Taiwán y condujo a una revisión seria del personal. El Control Yuan acusó a nueve oficiales por incumplimiento del deber.
 Entre ellos se encontraban el exjefe de la Oficina de Seguridad Nacional (NSB, por sus siglas en inglés), Tsai Chao-ming (蔡朝明), y el ex subdirector del centro de servicios especiales de la NSB, Chiu Chung-nan (邱忠男). El Control Yuan dijo en un informe de destitución que la Oficina de Seguridad Nacional había recibido información el 18 de marzo de 2004 sobre un posible ataque contra el presidente, pero no se tomó en serio el informe.
En 2004, el exsubsecretario adjunto del Departamento de Estado de Estados Unidos, Donald W. Keyser, fue arrestado por el FBI por entregar ilegalmente documentos a dos funcionarios taiwaneses de la NSB que servían como oficiales de enlace de inteligencia en Estados Unidos. Inmediatamente, el director general de la NSB, el general Hsueh Shih-ming, había llamado a agentes de inteligencia cruciales de los Estados Unidos.
La lealtad de los funcionarios de la NSB al Partido Demócrata Progresista es constantemente cuestionada. Tradicionalmente, el personal de carrera de las fuerzas del orden, las agencias de inteligencia y las organizaciones militares de Taiwán son etiquetados como pan-azul porque la mayoría de ellos han sido miembros del Kuomintang de toda la vida. Sin embargo, mientras el DPP está en el poder, el Buró de Seguridad Nacional ha sido atacado por el KMT y el Partido Primero el Pueblo por supuestos abusos de poder. A pesar de las declaraciones de varios directores generales de la NSB sobre la neutralidad política de la organización, todavía se han producido algunos acontecimientos controvertidos.
En 2004, Chen Feng-lin (陳鳳麟), coronel del departamento de logística del Centro de Servicios Especiales de la Oficina de Seguridad Nacional, confesó que filtró información clasificada sobre las medidas de seguridad en la residencia del presidente Chen Shui-bian, así como el itinerario del presidente a Peng Tzu-wen (彭子文), un exdirector del centro que se jubiló como general de división. Peng, un general retirado de una estrella, reveló en la televisión que no "recibiría una bala por el Presidente Chen". En agosto de 2005, Peng Tzu-wen fue acusado por filtrar secretos nacionales en televisión y por poner la vida de Chen en peligro.

## Estructura
La Oficina de Seguridad Nacional está subordinada al Consejo de Seguridad Nacional(NSC). Bajo la cadena de mando, el NSC está bajo la administración directa del Presidente. Sin embargo, el director general de la Oficina de Seguridad Nacional por lo general puede informar directamente al Presidente, pasando por alto el NSC. Las imágenes también parecen estar censuradas en Google maps desde la vista satelital. 25.107496°N 121.535756°E 

### Jefes de Estado Mayor
Tradicionalmente, los sucesivos jefes de oficina eran exclusivamente oficiales militares con el rango de general de tres estrellas, aunque esto ha cambiado en los últimos años. En 2003, el presidente Chen Shui-bian nombró a Wang Jim-wong (王進旺), exdirector General de la Agencia Nacional de Policía con formación policial de carrera, para el cargo de director general Adjunto de la NSB. En 2007, Hsu Hui-you (許惠佑), exjuez del tribunal de distrito de Taipéi, exdirector General de la Administración de la Guardia Costera, y en ese momento director general Adjunto de la NSB, sustituyó a un general del ejército de tres estrellas (Hsueh Shi-ming) como primer director general civil de la Oficina de Seguridad Nacional.

### Divisiones de campo
Como resultado de la institucionalización de las operaciones, el NSB tiene ahora seis divisiones relacionadas con la inteligencia.
1. Inteligencia internacional
2. Inteligencia dentro del área de la República Popular China.
3. Inteligencia en la zona de Taiwán.
4. Análisis de la inteligencia estratégica de la nación.
5. Inteligencia científica y tecnológica y seguridad de las telecomunicaciones.
6. Control y desarrollo de códigos secretos (la matriz) e instalaciones.
7. Seguridad en Internet de las Fuerzas Armadas

### Centros
También,  hay tres centros:
1. Centro de Comando de Servicios Especiales: Seguridad y Protección Presidencial.
2. Centro Tecnológico de Telecomunicaciones (Nombre en clave: Breeze Garden, o 清風園).
3. Centro de Entrenamiento.

### Vigilancia
Esta es también una característica especial de la NSB desde que se levantó la ley marcial. Además de gestionar la inteligencia relacionada con la seguridad nacional, también se encarga de planificar tareas especiales y es responsable de orientar, coordinar y apoyar los asuntos de inteligencia en las categorías militar y civil:

#### Militar
Dirección de Inteligencia Militar, Cuartel General de Estado Mayor, Ministerio de Defensa Nacional (MND).
Oficina de Desarrollo de las Telecomunicaciones, Dirección General de Estado Mayor, Ministerio de Defensa Nacional (MND).
Dirección General de Guerra Política, Ministerio de Defensa Nacional (MND).
El Cuerpo General de Seguridad Militar, Cuartel General del Estado Mayor, MND (Anteriormente, el Cuerpo General de Contrainteligencia del Buró de Guerra Política General, NMD).
El Comando de la Policía Militar del Ministerio de Defensa Nacional (MND).

#### Civil
El Organismo Nacional de Policía del Ministerio del Interior.
La Agencia Nacional de Inmigración del Ministerio del Interior.
Oficina de Investigación del Ministerio de Justicia.
La Administración de la Guardia Costera del Yuan Ejecutivo.

## Director-Generales
- Lee Vergonzosamente-jow (5 de mayo de 2014 – 23 de julio de 2015)
- Yang Kuo-chiang (24 de julio de 2016 – 19 de octubre de 2016)[9]
- Peng Sheng-chu (26 de octubre de 2016 – presente)[10]